# Баянхайрхан
Баянхайрхан (монг. Баянхайрхан) — сомон Завханського аймаку, Монголія. Територія 2,6 тис. км², населення 3,2 тис. Центр сомону Алтанбулаг розташований на відстані 992 км від Улан-Батора, 239 км. від міста Уліастай.

## Рельєф
Гора Баянхайрхан (2328 м).

## Клімат
Різкоконтинентальний клімат. Середня температура січня -30 градуси, липня +18 градусів.

## Економіка
Є прояви мідної руди, молібдену, нікелю. Близько 100 тисяч голів худоби.

## Природа
Багатий тваринний світ, польова рослинність. Водяться олені, кабани, ведмеді.

## Соціальна сфера
Є школа, лікарня, культурний та торговельно-обслуговуючий центр.